# Placodiscus splendidus
Placodiscus splendidus är en kinesträdsväxtart som beskrevs av Ronald William John Keay. Placodiscus splendidus ingår i släktet Placodiscus och familjen kinesträdsväxter. Inga underarter finns listade i Catalogue of Life.